# 大卫·麦克利兰

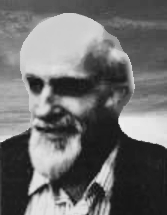
大卫·麦克利兰

大卫·麦克利兰（英語：David McClelland，1917年5月20日—1998年3月27日），美国哈佛大学教授、行为心理学家、社会心理学家、当代研究动机的权威专家，从1940年代1950年代起就开始对人的需求和动机进行研究，提出了著名的“成就动机理论”（即“三種需要理論”）”。

## 生平
1938年在維思大學获学士，1939年在密苏里大学获硕士，1941年在耶鲁大学获博士。